# Провкин, Олег Иванович
Олег Иванович Провкин (укр. Олег Іванович Провкін; 14 февраля 1972 года) — советский и украинский футболист.

## Биография
Воспитанник днепропетровского футбола. Взрослую карьеру начал в 1990 году в команде «Океан» (Керчь) во второй низшей лиге. До распада Союза играл за коломенскую «Оку» и кинешемский «Волжанин». Позднее перебрался в независимую Украину, где несколько лет был в составах клубов Первого дивизиона. Позднее полузащитник выступал в первенствах России, Казахстана и Белоруссии.
В 2001 году украинец провел 23 матча в Высшей лиги Белоруссии за «Ведрич-97». Однако хавбек не смог помочь команде сохранить место в элите местного футбола.
Завершал свою карьеру в низших украинских лигах.

## Семья
Сын Олега Провкина — Владислав (род. 1998) также стал футболистом. После окончания академии «Днепра» он играет в коллективах Днепропетровской области.